# April Rain (singolo)
April Rain è un brano musicale dei Delain, singolo di lancio dell'album April Rain e pubblicato il 9 febbraio 2009.
Ne è stato girato anche un video, rivelato il 16 marzo.

## Video musicale
Il video mostra la band suonare su un ponte durante una tempesta, e una figura ammantata che attraversa il ponte. La figura alla fine si rivela essere la cantante dei Delain, Charlotte Wessels. Il video è stato girato in Serbia.

## Lista tracce
1. April Rain (Single Edit) (Westerholt, Wessels) – 3:39
2. April Rain (Album Version) (Westerholt, Wessels) – 4:36
3. April Rain (Video) – 3:47

## Formazione
- Charlotte Wessels – voce, cori
- Ronald Landa – chitarre
- Martijn Westerholt – tastiere
- Rob van der Loo – basso
- Sander Zoer – batteria